# Sfatul Național Român din Țara Bârsei

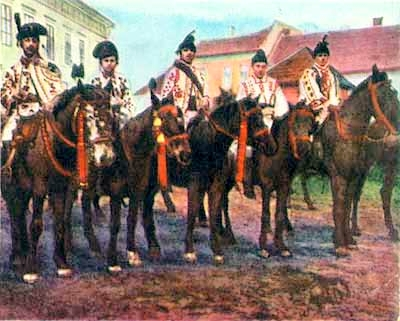
Delegaţi braşoveni la Marea Adunare Naţională de la Alba Iulia

Sfatul Național din Țara Bârsei a fost un organ reprezentativ al tuturor românilor din Țara Bârsei, ce a ființat în lunile noiembrie și decembrie ale anului 1918.
Sfatul a fost convocat pentru data de 2/15 noiembrie 1918 în casa parohială a Bisericii Sf. Nicolae din Brașov. Au participat un număr mare de locuitori atât din oraș cât și din cele 23 de așezări învecinate. Rezultatul adunării a fost alegerea un comitet executiv care să susțină dorința românilor de a se uni cu România și care să organizeze gărzile naționale în fiecare localitate. Membrii comitetului au fost:
- dr. pr. Vasile Saftu (președinte)
- Tiberiu Brediceanu
- Ilie Cristea
- Petru Dobru
- Gheorghe Dima
- Dante Gherman
- Petru Muntean
- Ioan Petcu
- Constantin A. Popovici
- Ioan Priscu
- Nicolae Stinghe

De asemenea s-a hotărât înființarea unui nou ziar, Glasul Ardealului. Primul număr a apărut la 9/22 noiembrie 1918, militând pentru drepturile și năzuințele românilor.
„Români din toate unghiurile țării! Organizați-vă! Faceți să rasune glasul vostru dintr-un colț în celălalt al lumii, în cinstea și mândria neamului nostru întreg”—Glasul Ardealului, nr. 1/9(22) noiembrie 1918
„Ridicați capetele voastre, frați Români spre ceriuri și cu credința moștenită dela străbuni aprindeți în sufletele voastre făclia curată a iubirii de neam, căci iată a sosit ceasul fatal, când ni se cere poate ultima sforțare a bărbăteștei hotărâri. Orice jertfă am aduce acum, ea dispare în fața măreției momentului, căci cutremurând adâncurile Vă zicem: Acum ori niciodată!”—Glasul Ardealului, nr. 4/14(27) noiembrie 1918
Pe 17/30 noiembrie o delegație a Țării Bârsei formată din aproximativ 500 de persoane a plecat spre Alba Iulia pentru a asista și a-și aduce aportul la lucrările Adunării Naționale. O zi mai târziu, aceasta a proclamat unirea Banatului, Transilvaniei și Țării Ungurești cu România.